# Mosh
Pour l’article ayant un titre homophone, voir Moche.
Ne doit pas être confondu avec Mohs ou Mhos.
Pour les articles homonymes, voir Mosh (homonymie).
 (mai 2015).
Si vous disposez d'ouvrages ou d'articles de référence ou si vous connaissez des sites web de qualité traitant du thème abordé ici, merci de compléter l'article en donnant les références utiles à sa vérifiabilité et en les liant à la section « Notes et références ».

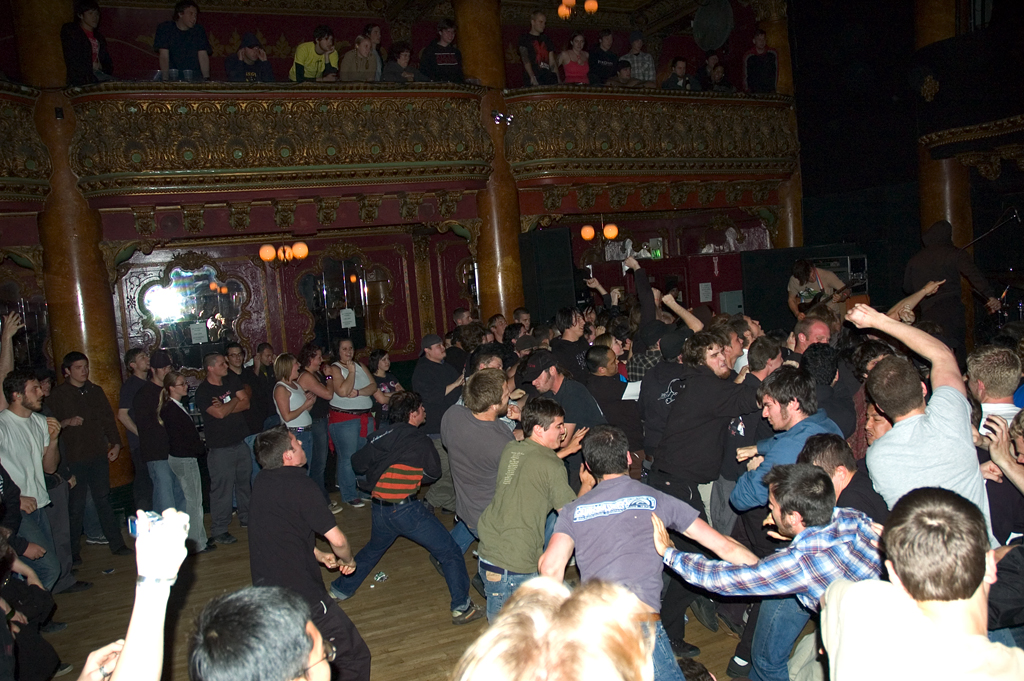
Mosh lors d'un concert de The Dillinger Escape Plan.

Le mosh est un type de danse brutale des milieux punk, punk hardcore, et metal depuis les années 1980. Dérivé du pogo pratiqué par les punks britanniques vers 1976, différents ajouts codifiés y ont été ajoutés dans les mouvements du metal à partir des années 1980 pour devenir le mosh. Des mouvements de bras d’avant en arrière (certains mouvements sont chorégraphiés et se répètent), en jetant ses pieds en avant et en arrière (un peu à la manière d’un art martial), parfois en touchant le sol de ses mains en rythme avec la musique et en se poussant les uns les autres sur de la musique punk, metal, et surtout du hardcore (en français cependant le terme « pogo » est préféré pour le punk et le metal). Le mosh est populaire dans les concerts.
Le mosh est en général pratiqué dans une zone appelée mosh pit ou circle pit. À l’origine, c’était en général les gens situés juste à côté de la scène qui dansaient le mosh. Il est maintenant fréquent de voir des cercles de mosh pit disséminés dans le public entier, ou qui incluent tout le public.

## Origines et histoire

### Origines
On [Qui ?] attribue le terme de « mosh » à Vinnie Stigma du groupe hardcore Agnostic Front, en tant qu’acronyme de « March Of Skin Heads » (Défilé, marche de skinheads), mais beaucoup [Qui ?] l’attribuent aussi à Darryl Jennifer, bassiste des Bad Brains, à cause de sa prononciation jamaïcaine du mot « mash » dans « mash down Babylon ». Beaucoup de punks de la première vague [Qui ?] de la scène parlent plutôt de pogo (et en Amérique de thrashing), alors que le terme de moshing semble surtout avoir pris de l’importance quand les scènes hardcore et metal ont commencé à se mélanger et s’influencer mutuellement.

### Histoire
Les mosh pits sont apparus en 1981 – au plus tard – à un certain nombre de concert de punk, on l'appelait alors pogo. Ce type de danse s’est ensuite répandu dans la scène heavy metal, où le headbang et le slam ont ensuite été rajoutés. Au milieu des années 1980, quand des groupes de thrash metal comme Slayer, Metallica, Megadeth et Anthrax jouaient toujours dans des boîtes, le mosh pit était déjà devenu habituel pendant les concerts de punk. Et au gigantesque festival Woodstock 1999 le moshing s’était métamorphosé en de véritables émeutes. Pour résoudre les problèmes engendrés par ce phénomène, les salles de concerts habituées à recevoir des groupes susceptibles de provoquer des mosh pits renforcent leurs effectifs de sécurité pour contrôler le public, notamment les « T-barricades » qui séparent le pit en deux parties et l’éloignent aussi du groupe.
Le clip vidéo de Smells Like Teen Spirit de Nirvana a fait connaître le mosh pit à un très large public mainstream, en 1991. Dans le clip The Leaving Song Part II de A Fire Inside et le clip de la chanson Wake The Dead du groupe de hardcore Comeback Kid présente un mosh pit d’environ 100 personnes. Le mosh correspondait aussi à l'origine à une rupture dans le rythme du morceau marqué le plus souvent par plus de lenteur et de lourdeur qui annonce un final explosif. Le morceau de Comeback kid cité en est un exemple.
En mai 1996, The Smashing Pumpkins jouent un concert au Point Depot à Dublin. La foule venue les voir est très nombreuse et en dépit des appels au calme répétés du groupe, qui demande à la foule de cesser le mosh pit, une fan de 17 ans, Bernadette O’Brien est tuée – écrasée et piétinée. Le concert se termine rapidement, et les concerts des soirs suivants prévus à Belfast sont annulés, par respect pour elle. Billy Corgan, chanteur des Smashing Pumpkins déclarera plus tard qu’il avait failli quitter le groupe et le show business pour de bon après le tragique événement.

### En France
En France, le mosh pit est moins courant[réf. nécessaire] que d’autres formes de danse extrême-hardcore, comme le pogo. Il s’est cependant bien développé dans certaines scènes, avec l’émergence des mouvements screamo et hardcore. Le succès du festival Hellfest à Clisson en témoigne, avec par exemple un mosh géant au concert de Dagoba filmé lors de l'édition 2014. Le phénomène se rapproche, par son ampleur, des scènes vues aux États-Unis.

## Description
La danse a toujours été un élément central de l'ambiance des concerts punk. Représentant l'état d'esprit punk, les danses punks n'ont au départ pas de règles et consistent à remuer frénétiquement en tous sens au son des rythmes rapides, en n'hésitant pas à l'occasion à bousculer son voisin.
Les concerts de hardcore, du fait de l'importance du sens des paroles et du rythme souvent plus corsé de la musique, le tout associé à l'échelle souvent réduite des concerts, ont vu des formes nouvelles de danse prendre forme : rythme de danse saccadé, associant mouvement de bras, de jambe et de tête, coups de pied et coups de poing, pas chassés et moulinets. La danse se fait au rythme de la musique et les différents styles ne permettent pas les mêmes styles de mosh. La danse se fait sur un espace vide au milieu de la foule des spectateurs appelé « pit ». Un « pit » peut être plus ou moins grand, suivant la taille de la salle, le nombre de danseurs et l'importance totale du public. Le mosh est une danse individuelle, bien que certaines figures puissent se faire de façon collective. Depuis les années 2010/2011 on assiste à l'émergence de groupes de danseurs du pit, tels que les Mexicains masqués de « el lucha core libre ».

### Quelques mouvements
Le mosh n'est pas une danse théorisée, mais on peut décrire un certain nombre de mouvements au nom convenu :
- le floorpunch ou pickin' up change ou beatdown : consiste à faire semblant de frapper le sol avec ses poings en se penchant tout en avançant au milieu du pit par petits sauts ou pas ;
- le « circle moshing » ou circle pit est spécifiquement employé pour les tempos rapides : un groupe de danseurs courent ou « moshent » en formant un grand cercle autour du pit, essayant d'entraîner des membres du public ne dansant pas ;
- le two-step est la danse issue du hardcore old school. Elle consiste à faire un pas de danse où l'on passe une jambe devant l'autre, à retirer cette dernière pour la repasser devant et ainsi de suite pouvant être accompagné d'un mouvement des bras (moulinet, balancement de gauche à droite etc). Il se doit d'être rythmé avec la musique ;
- le wind-mill : il consiste à faire un moulinet avec ses deux bras très rapidement. Il est souvent à l'origine de petits incidents car très violent ;
- le side to side : il consiste à courir de gauche à droite en poussant les autres spectateurs pour agrandir le pit avant le mosh ;
- le kick moshing : consiste à exécuter le plus de coup de pied et de poing dans le vide durant toute la longueur d'un morceau. Style très violent du mosh, il est souvent pratiqué sur des groupes de musique Hard-Core car cette représentation est très violente et donc dangereuse ;
- le gorilla stomp : consiste à se pencher et à frapper le sol de ses poings pendant un beatdown.
- le crowd killing : consiste à volontairement frapper les personne se tenant au bord du pit, sans participer. Cette pratique est très mal vu[2], même durant les concerts de hardcore les plus violents.

## Types de moshing
Moshing est un terme fourre-tout pour toute danse exécutée dans un mosh pit ou circle pit. Cependant certains mouvements s’accordent plus avec certains passages de la musique.
Le moshing, parfois appelé pogo signifie différentes choses selon la musique pour laquelle il est employé. 
- Le breakcore, un genre de techno hardcore, qui rassemble pas mal d’ex-punks et d’ex-metalleux, et donc leur mosh pits.
- Le grindcore a aussi son style de danse, souvent appelé le grind et qui est un croisement entre le skanking (voir plus bas) et un mosh plus lent.
- Les concerts de metal sont connus pour leurs gigantesques pogos, favorisés par la popularité du genre et donc la grande capacité d’accueil des salles de concerts concernées. À cause de la rapidité du tempo du metal, la rapidité des mouvements de danse elle-même augmente. Ce pogo éperdu aussi connu sous le nom de Speed mosh est souvent pratiqué pendant les concerts de groupes tels que Iced Earth et Megadeth. Plus le metalleux va vite, plus le mosh devient fou et incontrôlable. Le speed mosh est appelé trash au Québec, où le terme mosh est généralement réservé au mosh hardcore.
- Le mosh ou pogo du punk comprend en général de grandes vagues où tout le monde se pousse, se jetant les uns contre les autres, des slams où une ou plusieurs personnes sont portées par la foule, et du pogo pur et dur: sauter tout en se poussant les uns les autres (l’invention étant attribuée à Sid Vicious des Sex Pistols). Le mosh des concerts de punk est en général moins violent et théâtral que les moshs et pogo des concerts de hardcore.
- Le mosh pratiqué pendant les concerts de hardcore est beaucoup plus rapide. Le mosh hardcore est souvent caractérisé par des mouvements de bras et de pieds très rapides et violents, très mal vus en dehors du contexte particulier du hardcore.